# Aphaenogaster belti
Aphaenogaster belti är en myrart som beskrevs av Auguste-Henri Forel 1895. Aphaenogaster belti ingår i släktet Aphaenogaster och familjen myror. Inga underarter finns listade i Catalogue of Life.

## Bildgalleri

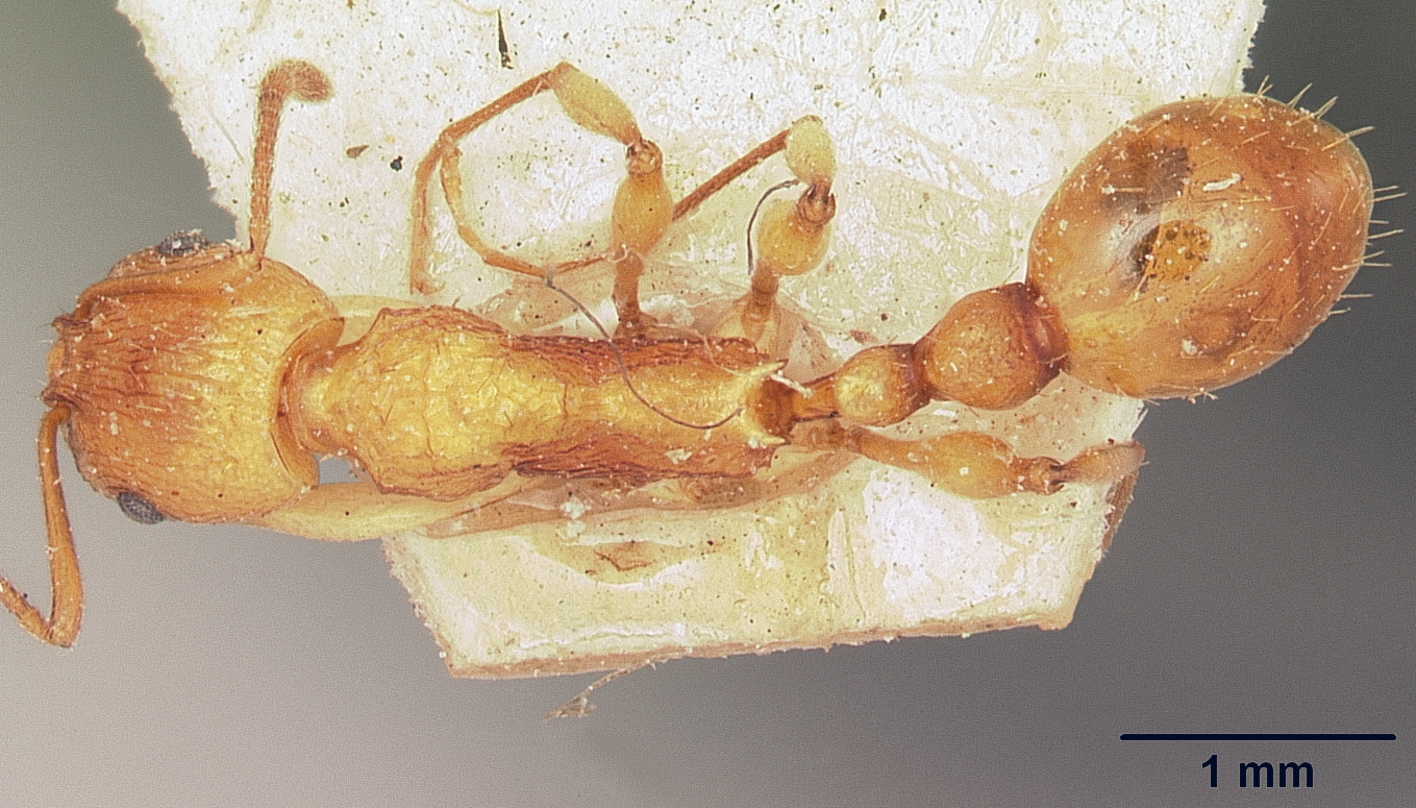
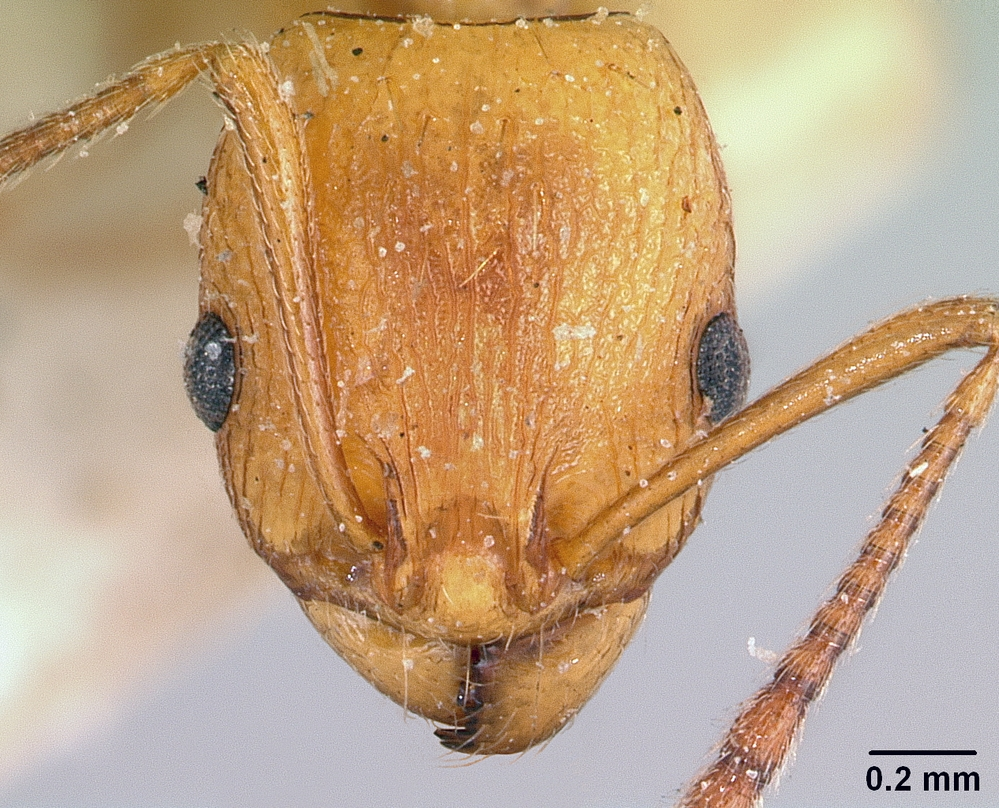
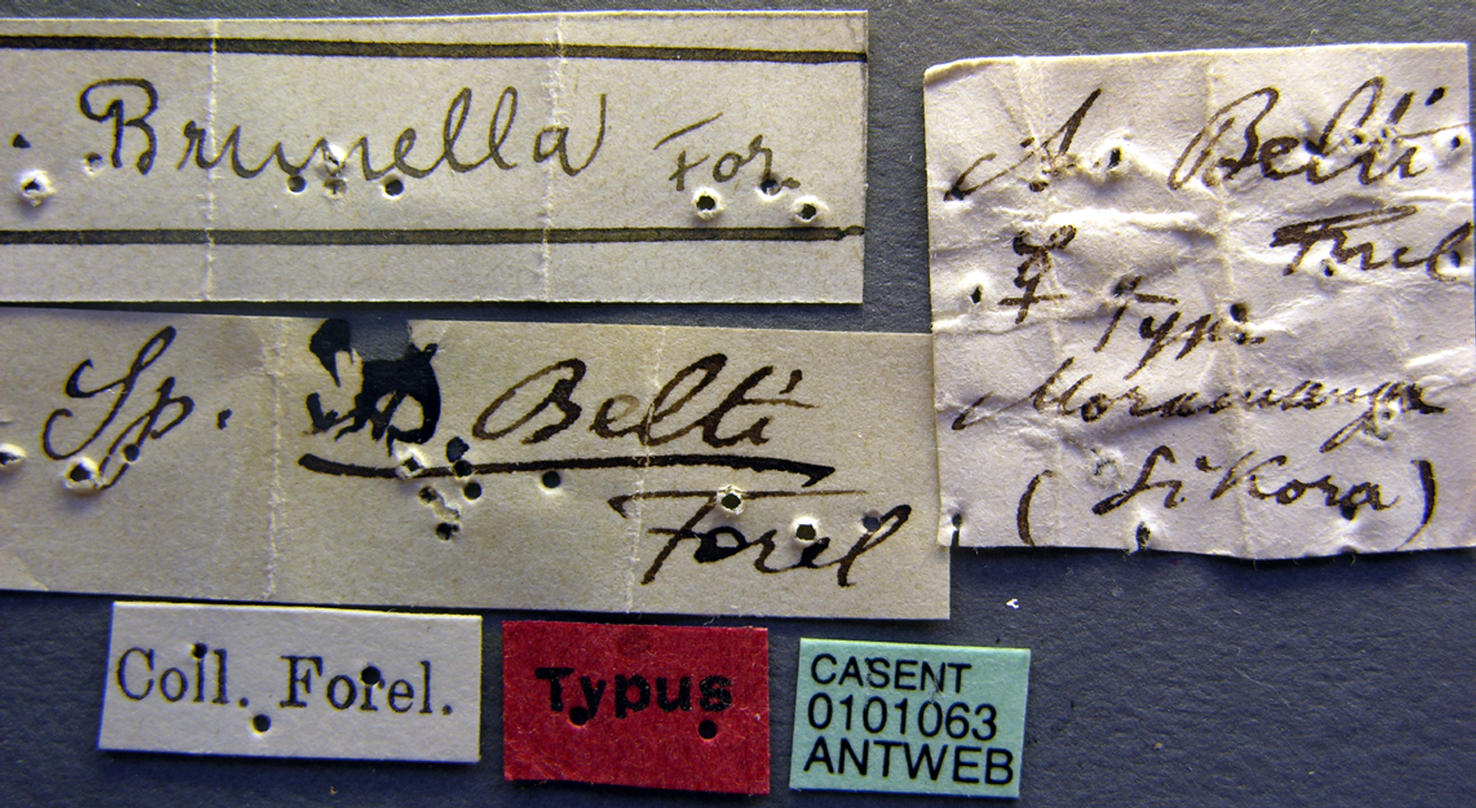
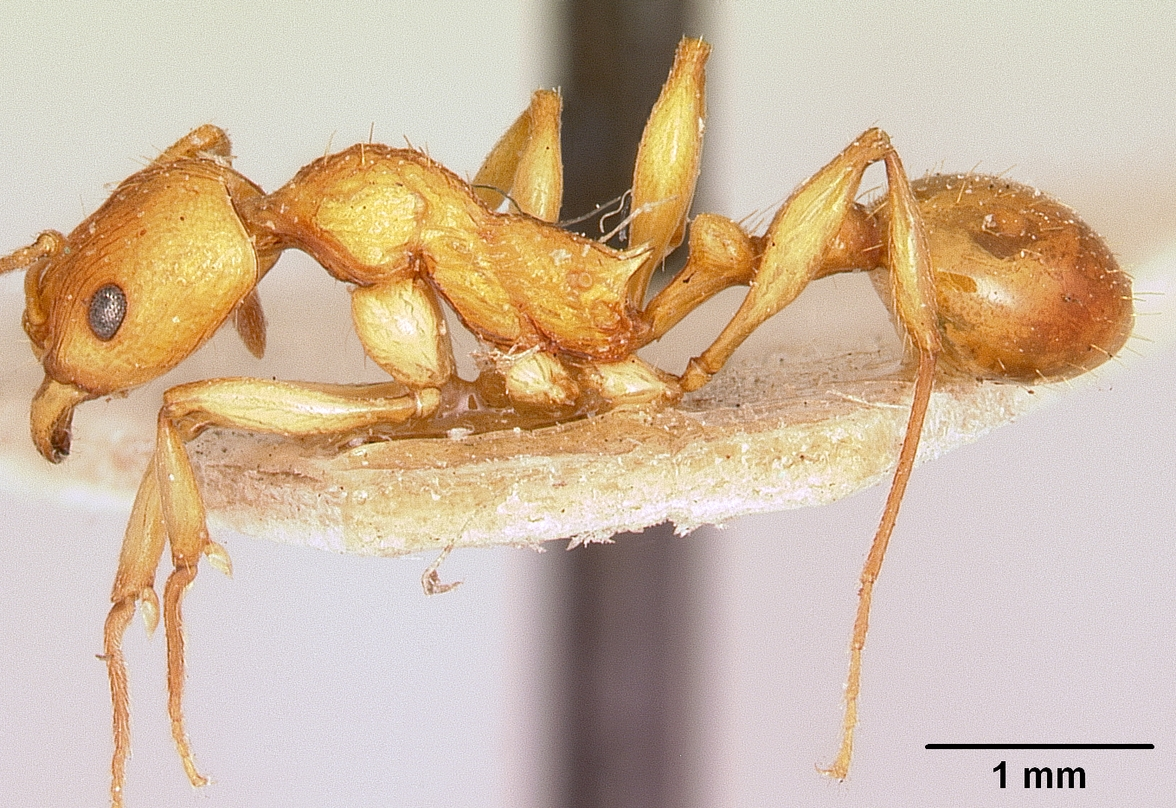
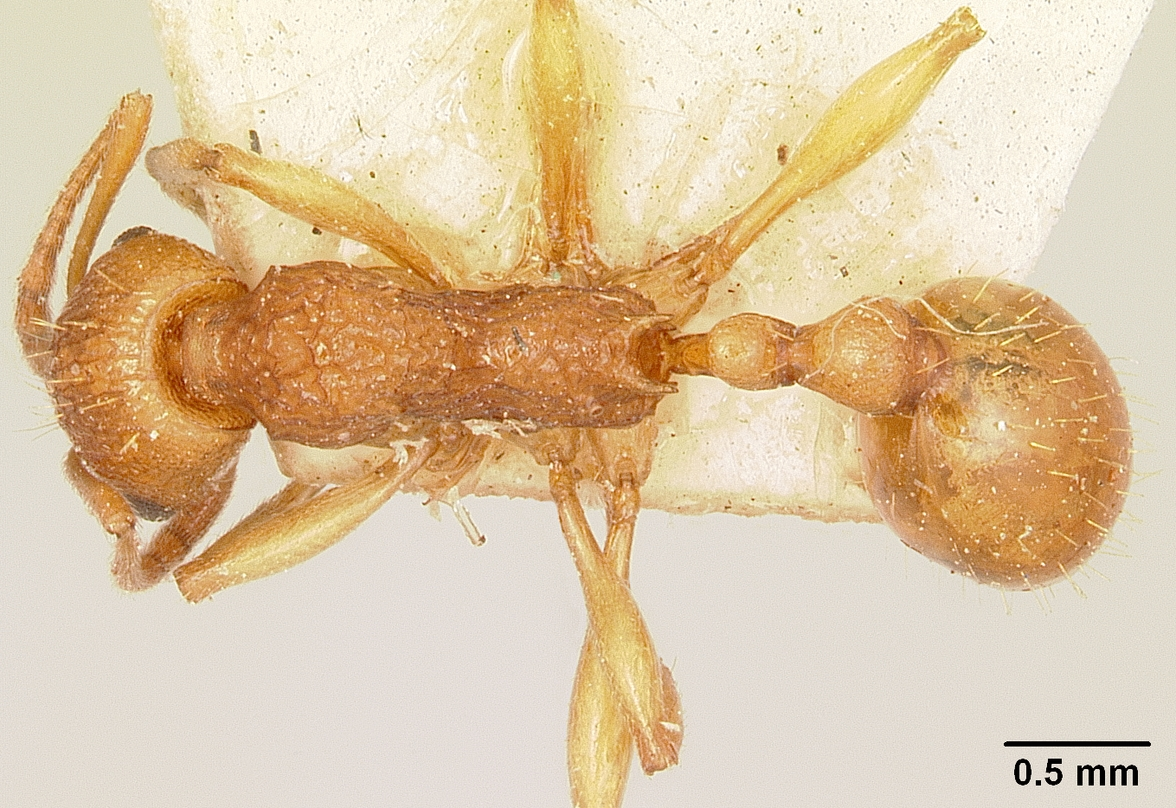
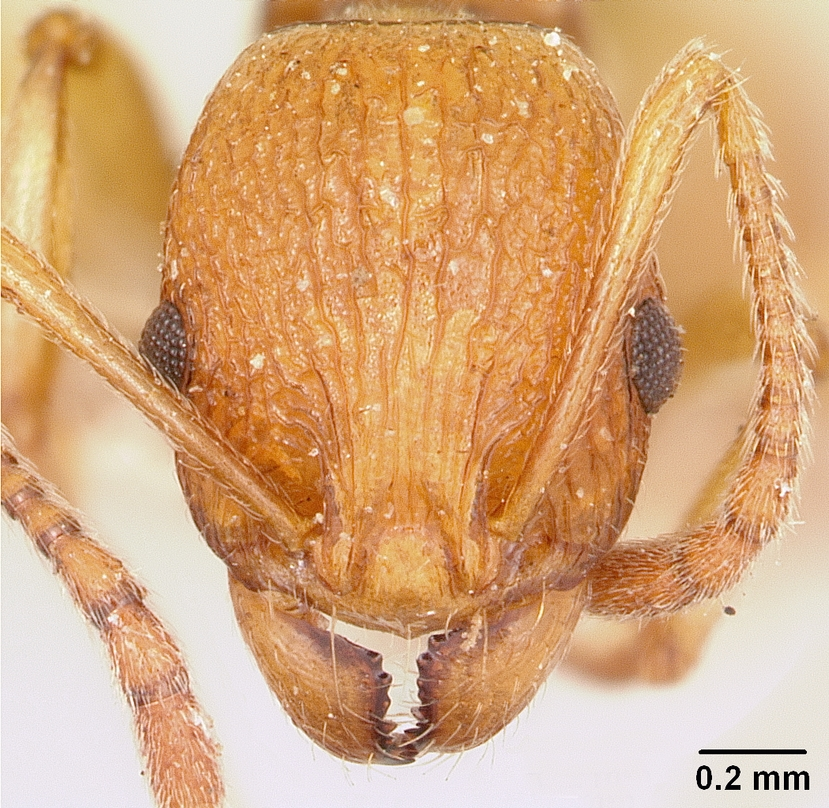